# Shandong Nanzi Paiqiu Dui 2014-2015
Questa voce raccoglie le informazioni riguardanti lo Shandong Nanzi Paiqiu Dui nelle competizioni ufficiali della stagione 2014-2015.

## Organigramma societario
Area tecnica
- Allenatore: Xin Chunsheng

## Rosa
| N° | Nome          | Ruolo | Data di nascita   | Nazionalità sportiva |
| -- | ------------- | ----- | ----------------- | -------------------- |
| 1  | Wang Hao      | C     | 6 dicembre 1995   | Cina                 |
| 2  | Cui Xiao      | C     | 21 febbraio 1995  | Cina                 |
| 3  | Wang Xiangyu  | C     | 20 gennaio 1996   | Cina                 |
| 4  | Liu Bing      | S     | 5 febbraio 1995   | Cina                 |
| 5  | Song Jianwei  | S     | 4 gennaio 1992    | Cina                 |
| 6  | Li Runming    | P     | 1º marzo 1990     | Cina                 |
| 7  | Liu Meng      | P     | 11 febbraio 1995  | Cina                 |
| 8  | Wang Huanxiao | C     | 28 ottobre 1990   | Cina                 |
| 9  | Han Bing      | P     | 24 febbraio 1992  | Cina                 |
| 10 | Ji Daoshuai   | S     | 7 febbraio 1992   | Cina                 |
| 11 | Li Bohan      | S     | 1º maggio 1994    | Cina                 |
| 12 | Yang Yaning   | L     | 16 giugno 1984    | Cina                 |
| 13 | He Ningning   | S/O   | 26 gennaio 1989   | Cina                 |
| 14 | Guo Yifei     | S     | 29 maggio 1994    | Cina                 |
| 15 | Ji Xingchen   | L     | 13 novembre 1989  | Cina                 |
| 16 | Geng Xin      | C     | 15 novembre 1989  | Cina                 |
| 17 | Xin Yi        | S     | 8 marzo 1992      | Cina                 |
| 18 | Kou Zhichao   | S/O   | 26 giugno 1989    | Cina                 |
| 19 | Wang Pengfei  | S     | 26 settembre 1988 | Cina                 |
| 20 | Li Rongjian   | S     | 9 aprile 1994     | Cina                 |

## Mercato
| Acquisti | Acquisti     | Acquisti | Acquisti |
| R.       | Nome         | da       | Modalità |
| -------- | ------------ | -------- | -------- |
| C        | Cui Xiao     | ?        | ?        |
| S        | Liu Bing     | ?        | ?        |
| S        | Wang Pengfei | ?        | ?        |

| Cessioni | Cessioni  | Cessioni | Cessioni |
| R.       | Nome      | a        | Modalità |
| -------- | --------- | -------- | -------- |
| S/O      | Wang Qing | ?        | ?        |

## Risultati

### Volleyball League A

#### Regular season

##### Prima fase
| 1ª giornata - 16 novembre 2014 Ziyang Stadium, Ziyang                       | Sichuan   | 1 - 3 | Shandong  | 23-25, 25-22, 23-25, 27-29        |
| 2ª giornata - 20 novembre 2014 Luwan Gymnasium, Shanghai                    | Shanghai  | 2 - 3 | Shandong  | 23-25, 27-25, 25-13, 27-29, 13-15 |
| 3ª giornata - 23 novembre 2014 Laiwu City Gymnasium, Laiwu                  | Shandong  | 3 - 0 | Guangdong | 25-9, 25-21, 25-15                |
| 4ª giornata - 27 novembre 2014 Liao Stadium, Liaoyang                       | Liaoning  | 0 - 3 | Shandong  | 23-25, 21-25, 19-25               |
| 5ª giornata - 30 novembre 2014 Laiwu City Gymnasium, Laiwu                  | Shandong  | 3 - 0 | Fujian    | 25-23, 25-20, 25-21               |
| 6ª giornata - 4 dicembre 2014 Laiwu City Gymnasium, Laiwu                   | Shandong  | 3 - 0 | Sichuan   | 25-22, 25-17, 25-20               |
| 7ª giornata - 7 dicembre 2014 Laiwu City Gymnasium, Laiwu                   | Shandong  | 0 - 3 | Shanghai  | 17-25, 19-25, 23-25               |
| 8ª giornata - 11 dicembre 2014 Guangzhou Sport University Gymnasium, Canton | Guangdong | 0 - 3 | Shandong  | 21-25, 18-25, 19-25               |
| 9ª giornata - 14 dicembre 2014 Fujian Normal University Gymnasium, Fuzhou   | Fujian    | 0 - 3 | Shandong  | 24-26, 21-25, 28-30               |
| 10ª giornata - 18 dicembre 2014 Laiwu City Gymnasium, Laiwu                 | Shandong  | 3 - 0 | Liaoning  | 25-21, 25-17, 25-18               |

##### Seconda fase
| 11ª giornata - 21 dicembre 2014 Xuchang College Gymnasium, Xuchang         | Henan    | 3 - 1 | Shandong | 23-25, 25-22, 25-12, 25-20        |
| 12ª giornata - 25 dicembre 2014 Huaibei Stadium, Huaibei                   | Bayi     | 1 - 3 | Shandong | 20-25, 25-21, 23-25, 17-25        |
| 13ª giornata - 28 dicembre 2014 Laiwu City Gymnasium, Laiwu                | Shandong | 3 - 0 | Henan    | 26-24, 25-23, 25-18               |
| 14ª giornata - 1º gennaio 2015 Laiwu City Gymnasium, Laiwu                 | Shandong | 2 - 3 | Bayi     | 25-17, 21-25, 25-19, 23-25, 9-15  |
| 15ª giornata - 4 gennaio 2015 University of Technology Gymnasium, Nanchino | Jiangsu  | 2 - 3 | Shandong | 22-25, 29-27, 26-28, 27-25, 7-15  |
| 16ª giornata - 8 gennaio 2015 Glory Stadium, Pechino                       | Beijing  | 2 - 3 | Shandong | 20-25, 23-25, 25-22, 25-22, 11-15 |
| 17ª giornata - 11 gennaio 2015 Laiwu City Gymnasium, Laiwu                 | Shandong | 1 - 3 | Jiangsu  | 25-22, 21-25, 23-25, 22-25        |
| 18ª giornata - 15 gennaio 2015 Laiwu City Gymnasium, Laiwu                 | Shandong | 3 - 0 | Beijing  | 25-23, 26-24, 25-11               |

#### Play-off scudetto

##### Semifinale
| Gara 1 - 18 gennaio 2015 University of Technology Gymnasium, Nanchino | Jiangsu  | 1 - 3 | Shandong | 21-25, 17-25, 25-22, 18-25 |
| Gara 2 - 22 gennaio 2015 Laiwu City Gymnasium, Laiwu                  | Shandong | 3 - 0 | Jiangsu  | 25-19, 25-16, 25-17        |

##### Finale
| Gara 1 - 1º febbraio 2015 Laiwu City Gymnasium, Laiwu | Shandong | 1 - 3 | Shanghai | 17-25, 25-20, 18-25, 23-25        |
| Gara 2 - 5 febbraio 2015 Laiwu City Gymnasium, Laiwu  | Shandong | 3 - 2 | Shanghai | 17-25, 20-25, 25-22, 25-18, 15-12 |
| Gara 3 - 8 febbraio 2015 Luwan Gymnasium, Shanghai    | Shanghai | 3 - 0 | Shandong | 25-14, 25-22, 25-21               |
| Gara 4 - 10 febbraio 2015 Luwan Gymnasium, Shanghai   | Shanghai | 3 - 1 | Shandong | 25-22, 25-16, 23-25, 25-20        |

## Statistiche

### Statistiche di squadra
| Competizione        | Punti | In casa | In casa | In casa | In trasferta | In trasferta | In trasferta | Totale | Totale | Totale |
| Competizione        | Punti | G       | V       | P       | G            | V            | P            | G      | V      | P      |
| ------------------- | ----- | ------- | ------- | ------- | ------------ | ------------ | ------------ | ------ | ------ | ------ |
| Volleyball League A | 28    | 12      | 8       | 4       | 12           | 9            | 3            | 24     | 17     | 7      |
| Totale              | -     | 12      | 8       | 4       | 12           | 9            | 3            | 24     | 17     | 7      |

G = partite giocate; V = partite vinte; P = partite perse

### Statistiche dei giocatori
| Giocatore | Volleyball League A | Volleyball League A | Volleyball League A | Volleyball League A | Volleyball League A | Totale | Totale | Totale | Totale | Totale |
| Giocatore | P                   | PT                  | AV                  | MV                  | BV                  | P      | PT     | AV     | MV     | BV     |
| --------- | ------------------- | ------------------- | ------------------- | ------------------- | ------------------- | ------ | ------ | ------ | ------ | ------ |
| Cui X.    | ?                   | 175                 | 112                 | 48                  | 15                  | ?      | 175    | 112    | 48     | 15     |
| Geng X.   | ?                   | 212                 | 157                 | 47                  | 8                   | ?      | 212    | 157    | 47     | 8      |
| Guo Y.    | ?                   | ?                   | ?                   | ?                   | ?                   | ?      | ?      | ?      | ?      | ?      |
| Han B.    | ?                   | ?                   | ?                   | ?                   | ?                   | ?      | ?      | ?      | ?      | ?      |
| He N.     | ?                   | 119                 | 104                 | 14                  | 1                   | ?      | 119    | 104    | 14     | 1      |
| Ji D.     | ?                   | 281                 | 241                 | 22                  | 18                  | ?      | 281    | 241    | 22     | 18     |
| Ji X.     | ?                   | ?                   | ?                   | ?                   | ?                   | ?      | ?      | ?      | ?      | ?      |
| Kou Z.    | ?                   | 232                 | 199                 | 22                  | 11                  | ?      | 232    | 199    | 22     | 11     |
| Liu B.    | ?                   | ?                   | ?                   | ?                   | ?                   | ?      | ?      | ?      | ?      | ?      |
| Liu M.    | ?                   | ?                   | ?                   | ?                   | ?                   | ?      | ?      | ?      | ?      | ?      |
| Li B.     | ?                   | ?                   | ?                   | ?                   | ?                   | ?      | ?      | ?      | ?      | ?      |
| Li RJ.    | ?                   | ?                   | ?                   | ?                   | ?                   | ?      | ?      | ?      | ?      | ?      |
| Li RM.    | ?                   | ?                   | ?                   | ?                   | 16                  | ?      | ?      | ?      | ?      | 16     |
| Song J.   | ?                   | 241                 | 204                 | 19                  | 18                  | ?      | 241    | 204    | 19     | 18     |
| Wang H.   | ?                   | ?                   | ?                   | ?                   | ?                   | ?      | ?      | ?      | ?      | ?      |
| Wang H.   | ?                   | ?                   | ?                   | ?                   | ?                   | ?      | ?      | ?      | ?      | ?      |
| Wang P.   | ?                   | ?                   | ?                   | ?                   | ?                   | ?      | ?      | ?      | ?      | ?      |
| Wang X.   | ?                   | ?                   | ?                   | ?                   | ?                   | ?      | ?      | ?      | ?      | ?      |
| Xin Y.    | ?                   | ?                   | ?                   | ?                   | ?                   | ?      | ?      | ?      | ?      | ?      |
| Yang Y.   | ?                   | ?                   | ?                   | ?                   | ?                   | ?      | ?      | ?      | ?      | ?      |

P = presenze; PT = punti totali; AV = attacchi vincenti; MV = muri vincenti; BV = battute vincenti